# 금강역사
금강역사(金剛力士, 산스크리트어: वज्रपाणि 바즈라파니)는 불교의 수호신으로, 인왕역사(仁王力士)라고도 한다. 손에 금강저(金剛杵)를 지니고 있는 불교의 수호신이나 보살이다. 우리나라 사찰에서는 문의 좌우에 서서 수문 신장(守門神將)의 역할을 한다.

## 8대금강

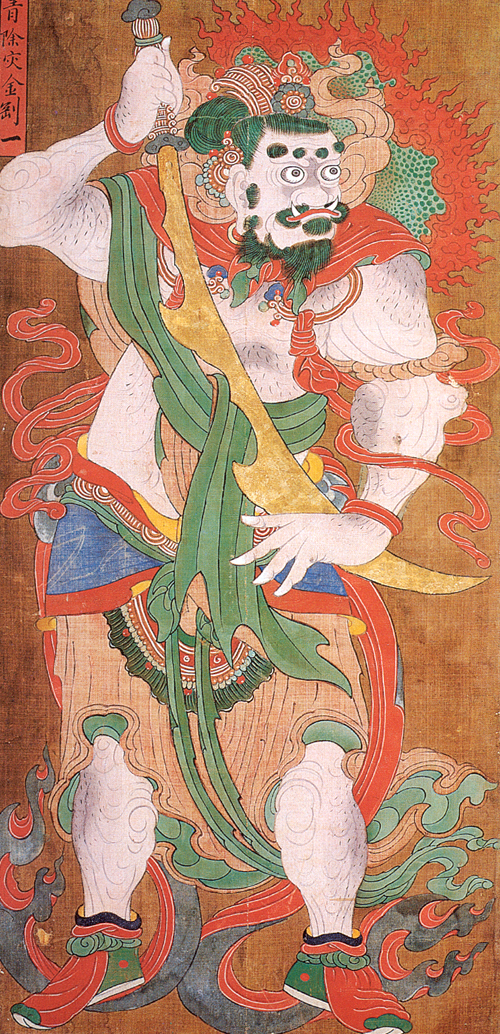
청제제금강
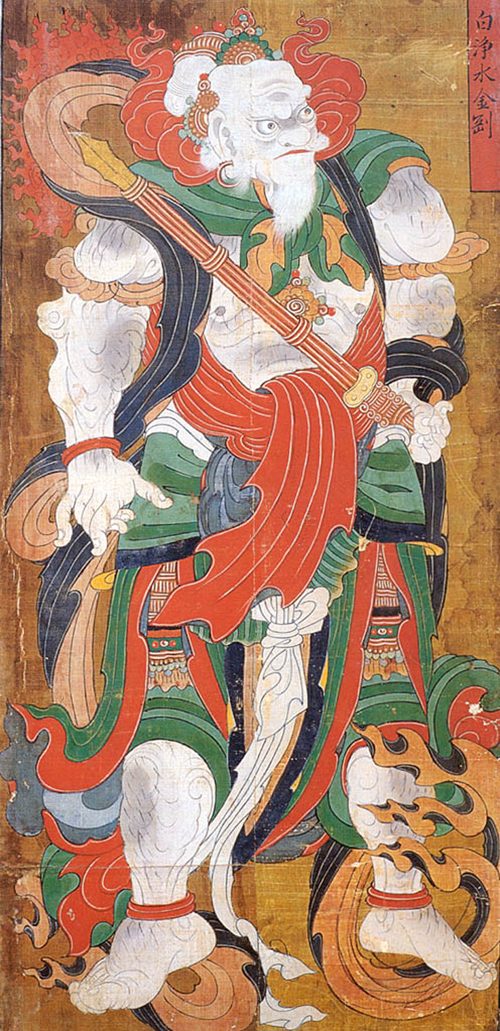
백정수금강
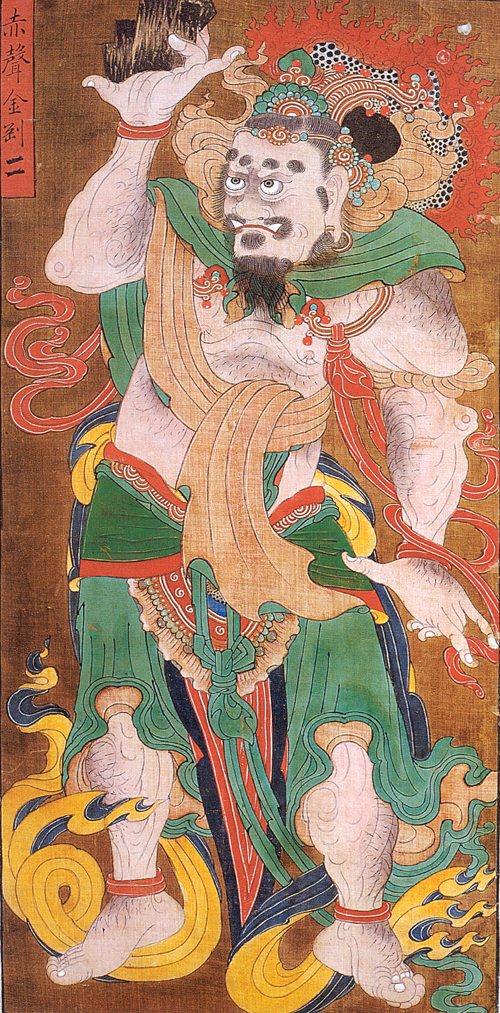
적성금강
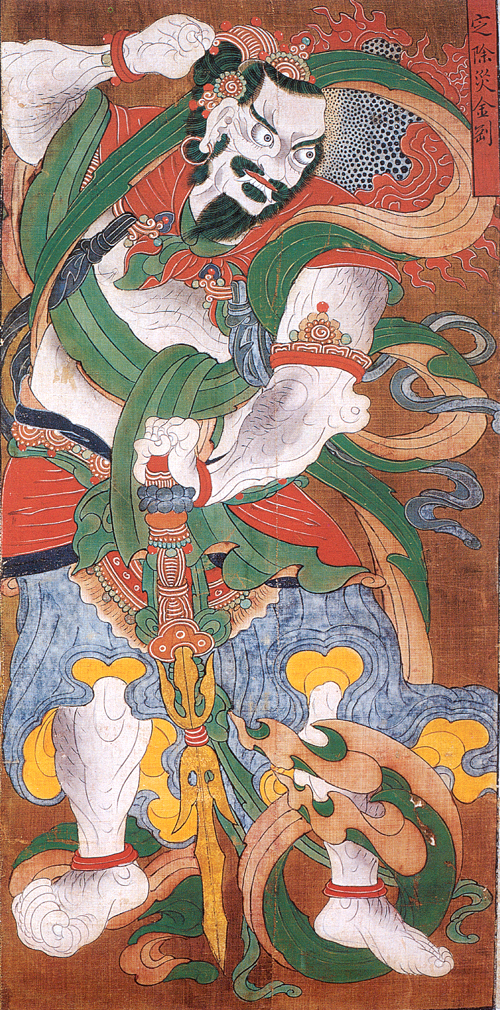
정제재금강
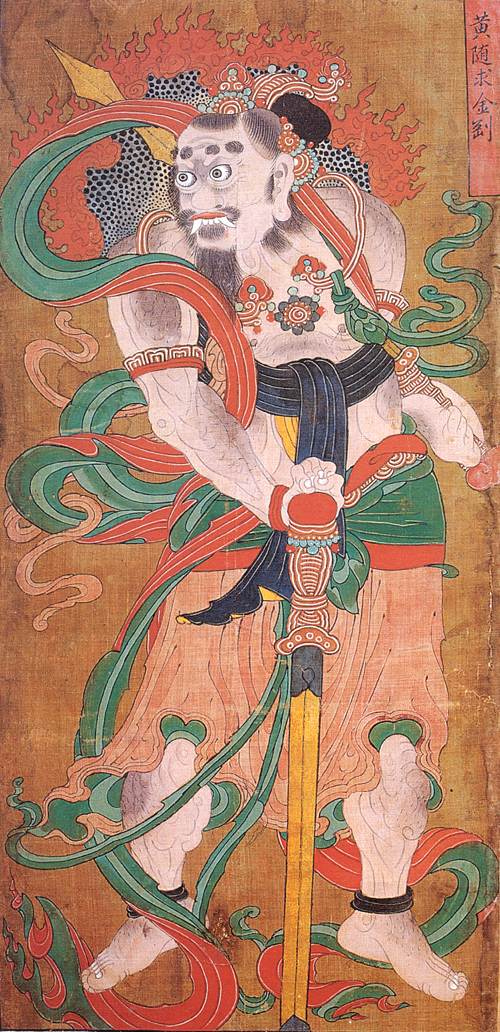
황수구금강
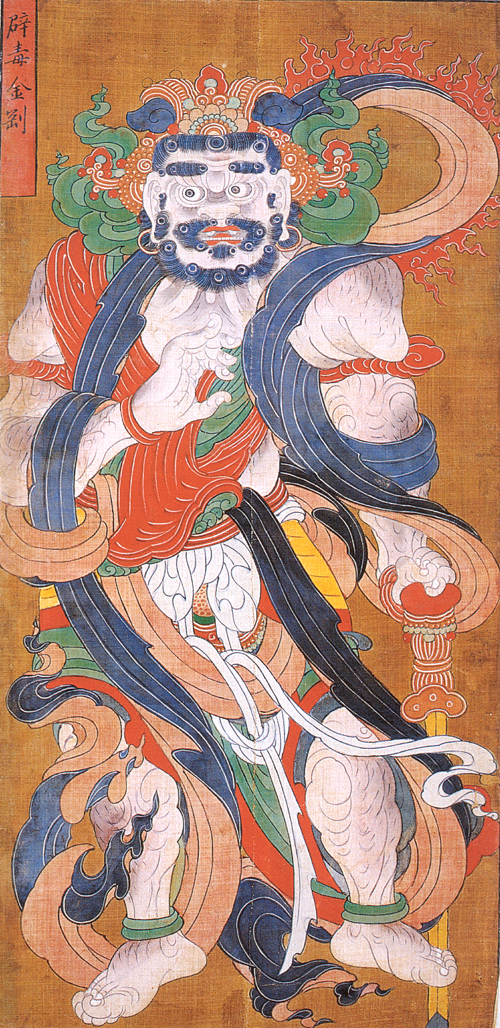
벽독금강
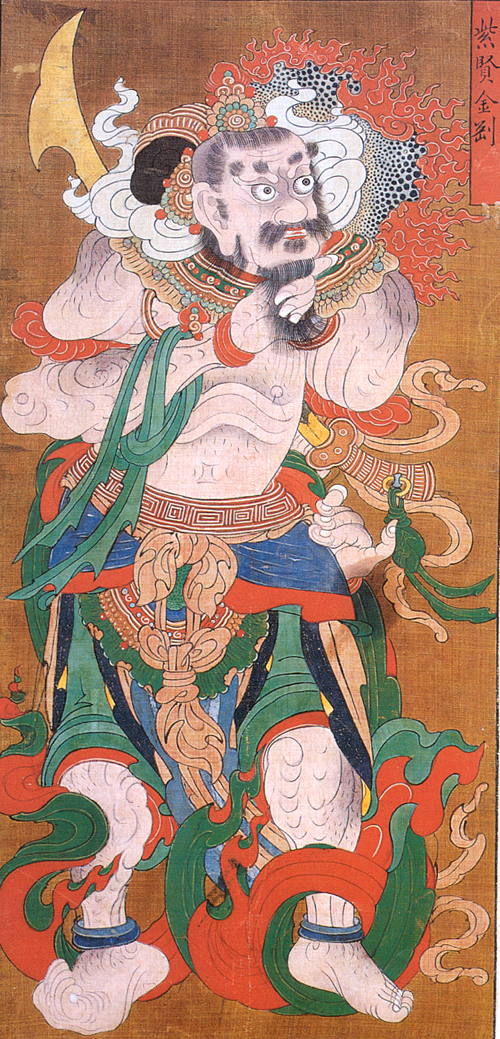
자현금강
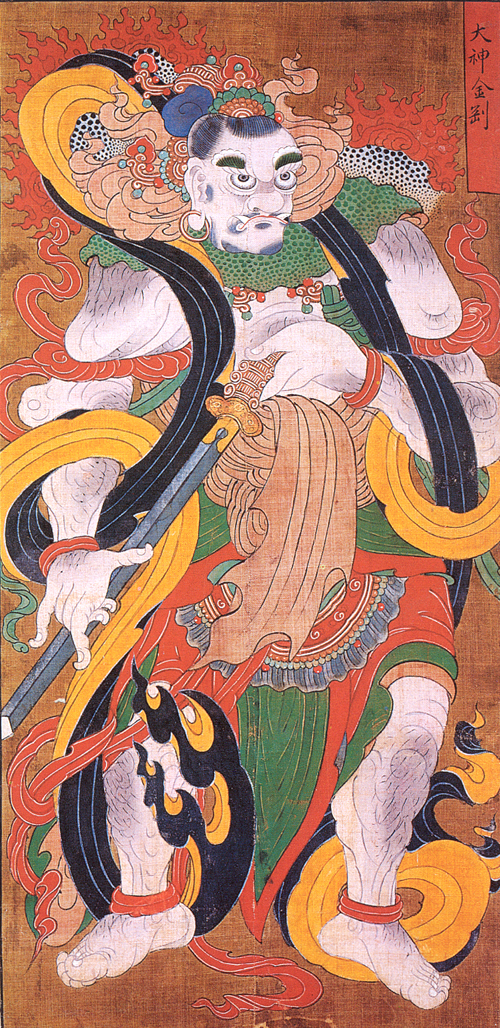
대신금강

## 석굴암의 금강역사상
금강역사(金剛力士)는 불교에서  여래의 비밀 사적을 알아서 오백 야차신을 부려 현겁(賢劫) 천불의 법을 지킨다는 두 신이다. 절 문 또는 수미단 앞의 좌우에 세우는데, 허리에만 옷을 걸친 채 용맹스러운 모습을 하고 있다. 왼쪽은 밀적금강으로 입을 벌린 모양이며, 오른쪽은 나라연금강으로 입을 다문 모양이다.
| |
| 석굴암 주실 입구의 좌우에 있는 금강역사상(金剛力士像) - 수문신장으로 악의 무리가 침범하지 못하게 하는 수문장의 역할을 한다. 밀적금강(좌) 과 나라연금강(우) |

## 같이 보기
- 손날금강막기

## 참고
- (우리말샘) 금강역사 등

1. ↑  한국민족문화대백과사전